# 제8회 베를린 국제 영화제
제8회 베를린 국제 영화제는 1958년 6월 27일에 열린 시상식이다.

## 수상 및 후보

### 황금곰상
- 산딸기 - 잉그마르 베르히만 수상

### 은곰상:감독상
- 순애보 - 이마이 타다시 수상

### 은곰상:여자연기자상
- 와일드 이즈 더 윈드 - 안나 마냐니 수상

### 은곰상:남자연기자상
- 흑과 백 - 시드니 포이티어 수상

### 황금곰상:단편영화상
- 올리브넌트 인 카라브라이언 - 리오네토 파브리 수상

### 황금곰상:다큐멘터리상
- 페리 - 폴 켄워시 외 1명 수상

### 은곰상:단편영화상
- 드림스트라브 더 웰트 - 한스 도미닉 수상